# Puente de la Amistad (España-Portugal)
El puente de la Amistad (en gallego y portugués: Ponte da Amizade) es un puente que une el ayuntamiento gallego de Tomiño con el portugués de Vila Nova de Cerveira cruzando el Río Miño. En la parte gallega conecta con la PO-552 y la CG-4.2 en la rotonda de Goián.

## Historia
Las obras se iniciaron en junio de 2002 con un presupuesto de 6 460 613,92 €, financiado a partes iguales entre la Junta de Galicia y el gobierno portugués; el puente fue inaugurado el 10 de junio de 2004. Permite el tránsito de vehículos y personas sin tener que coger  los transbordadores de Goián-Vila Nova de Cerveira, cuya actividad fue interrumpida poco tiempo después y únicamente sigue en funcionamiento el transbordador La Guardia-Caminha.